# Zahlwortsysteme
Ein Zahlwortsystem beschreibt die Struktur der Benennung von Zahlen in der jeweiligen Sprache. In allen Sprachen gibt es Zahlwörter für natürliche Kardinalzahlen. Zusätzlich zu den einfachen Grundworten legen Regeln die Bezeichnung von größeren Zahlen fest (tabellarische Übersicht in Zahlen in unterschiedlichen Sprachen).

## Zahlensystem, Zahlschrift und Zahlworte
Die Vorschriften für die Zahlworte stimmen nicht immer mit denen für die Darstellung der Zahlschriften überein. Bekannte Beispiele sind in Deutsch {\displaystyle 23=2\cdot 10+3}, gesprochen als drei-und-zwanzig; in Französisch {\displaystyle 80=8\cdot 10+0}, gesprochen als quatre-vingts oder vier-mal-zwanzig. Die  {\displaystyle 18=10+8} wird gesprochen in Englisch als eighteen oder acht-plus/über-zehn, in Latein als duodeviginti oder 2 fehlen bis 20, in Walisisch als deunaw oder zwei-mal-9, in Bretonisch als tri-wec’h oder 3-mal-6. Häufig liegen Reste eines anderen Zahlensystems diesen Abweichungen zugrunde. Verbreitet sind auch besondere Zahlwortsysteme für spezielle Objekte (z. B. belebt/unbelebt), so in Deutsch für Jahreszahlen (wie neunzehnhundertzwölf).
Naheliegenderweise wurden geschichtlich zuerst die menschlichen Hilfsmittel wie Finger und Zehen dem Zählen zugrunde gelegt. Deshalb sind in Zahlwortsystemen oft Elemente eines Fünfer- oder Zehnersystems sichtbar. Mathematisch geeignetere Zahlensysteme – wie das Zwölfersystem oder das Sechziger-System – blieben Spezialisten vorbehalten. Die herausragende Stellung der Endzahlen des jeweiligen historischen Zahlwortsystems ist oft als Individualzahl im aktuellen Zahlwortsystem und in geflügelten Worten sichtbar. So ist die 40 im Alten Testament als sehr viel bzw. sehr lang zu interpretieren. Zahlwortsysteme sind äußerst konservativ, vielfach sind Einflüsse politischer oder ökonomischer Dominanz aus der Vergangenheit spürbar. Für ausgestorbene Sprachen lassen sich manchmal die Zahlschrift und das Zahlensystem ermitteln, das Zahlwortsystem bleibt uns in der Regel verschlossen – Latein ist eine Ausnahme. Im Allgemeinen sind neue Zahlwortsysteme schwierig zu erlernen, das Rechnen in Fremdsprachen wird vermieden. Die Beispiele für Besonderheiten der einzelnen Zahlwortsysteme können im Artikel Zahlen in unterschiedlichen Sprachen nachvollzogen werden.

## Zahlen und Zahlworte
Individualzahlworte sind singuläre, meistens nicht zusammengesetzte Worte für Zahlen. Beispiele sind eins, zwei, sieben, tausend. Aus ihnen werden andere Zahlworte zusammengesetzt.
Die Basiszahl liegt dem mathematischen Zahlsystem für eine Bündelung, Gruppierung oder für die Potenzbildung im Stellensystem zu Grunde. Das Basiszahlwort selber ist ein Individualzahlwort. Die verbreitetste Basiszahl ist die 10. Oft sind dabei Spuren eines Vigesimalsystems mit der Basis 20 noch sichtbar, wie in Albanisch, Dänisch, Französisch, Irisch, Italienisch, Koreanisch, Latein, Maltesisch, Portugiesisch, Spanisch und Ungarisch. Zahlwortsysteme mit der Basiszahl 20 sind auf allen Kontinenten weit verbreitet. Ein klares Beispiel ist Baskisch. Die Basiszahlen 2, 4, 5 und 8 gibt es vorrangig bei indigenen Sprachen in Ozeanien und Südamerika. Kaum verbreitet sind 12, 40, 60 und weitere (Stellenwertsysteme). Basiszahlen sind fast immer Individualzahlworte. In einigen Sprachen werden einzelne Zahlworte aus einem Zahlensystem mit einer anderen Basiszahl gebildet (die 80 in Französisch). Zwingend ist dies in Zahlensystemen mit mehreren Basiszahlen, wie im Sexagesimalsystem der Sumerer und Babylonier. Die Bedeutung der Basiszahl wird bei Überschreitung deutlich: besonders gebildete Individualzahlwörter, wie Elf und Zwölf in Deutsch oder die Interpretation als Glücks- und/oder Unglückszahl, wie Elf und Dreizehn.
Vereinzelt erhalten besondere Zahlen eine systemfremde Individualzahl, wie in Russisch die 40 (sprich [ßórək]), während die 50 (sprich [pʲɪdʲɪˈsʲæt]) wieder als {\displaystyle 5\cdot 10} gebildet wird.
Die Grundzahlen sind kleiner als die Basiszahl, die Grundzahlworte sind meistens Individualzahlworte. Zusammengesetzte Grundzahlen gibt es in Georgisch, Katalanisch, Persisch und Rumänisch. In seltenen Fällen erfolgt eine Blockbildung im Zahlwort (beispielsweise 1 bis 5, 5 + 1 bis 5 + 4, 10).

## Zusammengesetzte Zahlworte
Für die Zusammensetzung der Zahlworte für größere Zahlen gibt es mehrere Vorgehensweisen.
Die allgemeine Reihenfolge kann abnehmend (z. B. Tausender vor Hunderter) oder zunehmend sein. Oft ist eine Gruppen- oder Blockbildung festzustellen. In Deutsch sind die ersten Blöcke mit jeweils drei Ziffern: 1 bis 999, die Tausender, die Millionen. Innerhalb der allgemeinen Größenregel kann es einmalige oder regelmäßige Abweichungen geben. So stehen in den Zahlwörtern vieler europäischer Sprachen (z. B. Latein, Russisch, Englisch, Deutsch) bei den Zahlen 13 bis 17 die Einer vor der Zehn, implizit verstanden als z. B. vier plus zehn oder drei über zehn. Dies setzt sich auch in den höheren Blöcken fort. In Deutsch gilt die abnehmende Größenfolge, aber die Einer werden immer vor allen Zehnern gesprochen. Die Hunderter, Einer und Zehner werden auch im Tausender-Block und im Milliarden-Block gesprochen (Dreihundert-Vier-und-Zwanzig-Millionen).
Die Addition von aufeinander folgenden Zahlwörtern ist die Grundoperation überhaupt, sie gibt es bei allen Sprachen mit größeren Zahlen.
Die Subtraktion wird vorrangig in Asien und bei indigenen amerikanischen Sprachen verwendet, aber auch bei bestimmten Konstellationen in Latein, Obersorbisch, Niedersorbisch und Hindi. Andere Formulierungen sind „d fehlen bis B“ oder „d unter B“. In Latein folgt nach der 17 (sprich septendecim = {\displaystyle 7+10}) die 18 als duodeviginti = 2 (fehlen) bis 20. Im Finnischen heißt die 8 wörtlich gesprochen kahdeksan = zwei-nicht (von zehn) und die 9 yhdeksän = eins-nicht (von zehn), dies setzt sich analog fort für 18 und 19, aber auch 80 und 99.
Eine multiplikative Wortbildung – wie 600 als sechs(mal)hundert – verkürzt die Zahlendarstellung, meist Zähler × Basiszahl (seltener Basiszahl × Zähler), vereinzelt wird mit einer anderen Individualzahl multipliziert.
Besonders effektiv verkürzend sind multiplikative Wortbildungen mit Potenzen der Basiszahl. Für einige dieser Exponentialzahlen werden eigene Individualzahlworte verwandt, wie in Deutsch hundert oder tausend. Deren größtes richtete sich historisch nach den bescheidenen Bedürfnissen der Sprecher. In Georgisch und Baskisch wurden historisch Vielfache von hundert anstatt von Exponentialzahlen gesprochen. In moderner Zeit werden weltweit für sehr große Zahlen an internationale Begriffe angelehnte Zahlworte gebildet. Mathematisch ist nicht zu begründen, warum nur für ausgewählte Exponentialzahlen eigene Individualzahlworte gebildet werden, so in Deutsch und vielen anderen Sprachen für 100 (hundert) oder 1.000.000 (Million), nicht aber für 10.000. Demgegenüber gibt es in Altgriechisch für 10.000 das Individualzahlwort myriás (Myriade), bei den Mongolen Tumen sowie in Chinesisch wàn. Fehlende Individualzahlworte für Exponentialzahlen werden durch Multiplikation ersetzt, wie für 100.000 in Deutsch Hunderttausend {\displaystyle 100\,000=100\cdot 1\ 000} und in Chinesisch shíwàn {\displaystyle 100\,000=10\cdot 10\,000}. So entstehen Zahlwort-Blöcke.
Unsere übliche Zählung basiert auf dem Hinzufügen von unten an. Bei einigen Sprachen, wie bei vielen Maya-Sprachen, liegt ein anderer Ansatz vor. Die sogenannte Oberzählung ähnelt der Berechnung der Parkdauer – bei einer Parkuhr zählt jede angefangene Stunde. Zur Veranschaulichung: Um 16 lose Eier einzupacken, benötigt man 3 Stück 6er-Kartons, wobei der letzte mit 4 Eiern nicht ganz gefüllt ist. In einem System mit Basiszahl 6 und Oberzählung wäre das Zahlwort „4 im 3. Sechser“, also „4–3,6“ (Reihenfolge: Einer vor Sechsern). Überbleibsel von Oberzählung finden sich auch in Dänisch: 50 (gesprochen halvtreds) als die Hälfte von der dritten 20 sowie in Färöisch und im älteren Finnisch. Auch im deutschen andert-halb, etwa „der zweite (andere) halb“, für ein-einhalb kann man Reste der Oberzählung sehen. Im Russischen ist die Bildung „полтора“ (sprich [pəɫtɐ’ra]) analog, etwa als „die Hälfte vom Zweiten“ zu lesen.
Bei älteren Bezeichnungen von zeitlichen Intervallen gibt es die Besonderheit, dass oft der Anfang mit gezählt wird, was auf die fehlende Vorstellung von „0“ hinweist. Beispiele sind im deutschen „in acht Tagen“ für eine Woche mit sieben Tagen oder in Französisch „quinze jours“ als fünfzehn Tage für zwei Wochen. Bekannt ist auch das christliche Fest Pfingsten (von griechisch  „fünfzigster Tag“), dass 49 Tage nach Ostern gefeiert wird.